# Mark Pivarunas
Biskup Mark Anthony Pivarunas CMRI (ur. 31 października 1958) – biskup sedewakantystyczny, przełożony generalny Kongregacji Maryi Niepokalanej Królowej.

## Życiorys
Urodzony w Chicago jako syn Litwina Waltera Pivarunasa i Włoszki. Ma 3 braci i siostrę. W 1974 roku wstąpił do sedewekantystycznej wspólnoty zakonnej opartej na regule mariańskiej, przybierając imię Tarcisio Maria. W 1980 został opatem wspólnoty w Spokane. W 1984 roku został wyświęcony na kapłana przez biskupa Franciszka Schuckardta, ponownie w 1985 roku przez biskupa Gorge’a Museya. Ze względu na ekskomunikę postanowiono o budowie kanonicznych struktur wspólnoty. W 1989 roku został wyznaczony generałem wspólnoty zakonnej Kongregacji Maryi Niepokalanej Królowej. W 1991 roku wspólnota prowadzona przez księdza Pivarunasa została objęta opieką duszpasterską biskupa Mojżesza Carmony, który we wrześniu 1991 wyświęcił go na biskupa. 30 listopada 1993 roku uczestniczył w uroczystościach wyświęcenia na biskupa księdza Daniela Dolana. Obecnie rezyduje w Omaha, gdzie oprócz pełnionych funkcji sprawuje opiekę nad Seminarium kapłańskim Matki Bożej.